# Rajendra Singh Rathore
Rajendra Singh Rathore es un diplomático, indio.
- Rajendra Singh Rathore es el hijo de Rajeshwari y Bhagwan Singh.
- En 1969 entró a la carrera diplomática.
- De 1971 a 1973 fue secretario de embajada en Yakarta.
- De 1973 a 1976 fue subsecretario en el Ministerio de Asuntos Exteriores (India), Nueva Delhi.
- De 1976 a 1976 fue secretario de embajada en Viena y representante permanente suplente ante la Organismo Internacional de Energía Atómica y Organización de las Naciones Unidas para el Desarrollo Industrial,
- De 1979 a 1982 fue secretario de embajada en Bangkok y representante permanente suplente ante la en:United Nations Economic and Social Commission for Asia and the Pacific.
- De 1982 a 1985 fue consejero de embajada ante la Sede de la Organización de las Naciones Unidas.
- De 1985 a 1990 fue director y secretario de enlace en el Ministerio de Asuntos Exteriores (India).
- De 1990 a 1992 fue Alto Comisionado en Kuala Lumpur (Malasia).
- De 1993 a 1996 fue Embajador en La Habana (Cuba).
- De 1996 a 1997 fue secretario de enlace en el Ministerio de Asuntos Exteriores (India).
- De 1997 a 2000 fue Embajador en Teherán (Irán).
- De 23 de octubre de 2000 a marzo de 2004 fue Alto Comisionado en Canberra (Australia)..
- De 04 de marzo de 2004 a 2005 fue embajador en el Cairo.[1]
- En 2015 fue en el gobierno de Rayastán Ministro de Medical and Health, Medical and Health Services (ESI), Medical Education, Ayurveda & Indian Medical Methods, Law & Legal Affairs and Legal Consultancy Office, Parliamentary Affairs, Election, Waqf[2]